# Tensō Sentai Goseiger
Tensō Sentai Goseiger (天装戦隊ゴセイジャー Tensō Sentai Goseijā?) (traducido como Escuadrón del Armamento Celestial Goseiger) es el título de la 34.ª temporada de la franquicia Super Sentai Series, producida por Toei Company y emitida en TV Asahi del 14 de febrero de 2010 al 6 de febrero de 2011, constando de 50 episodios.

## Argumento

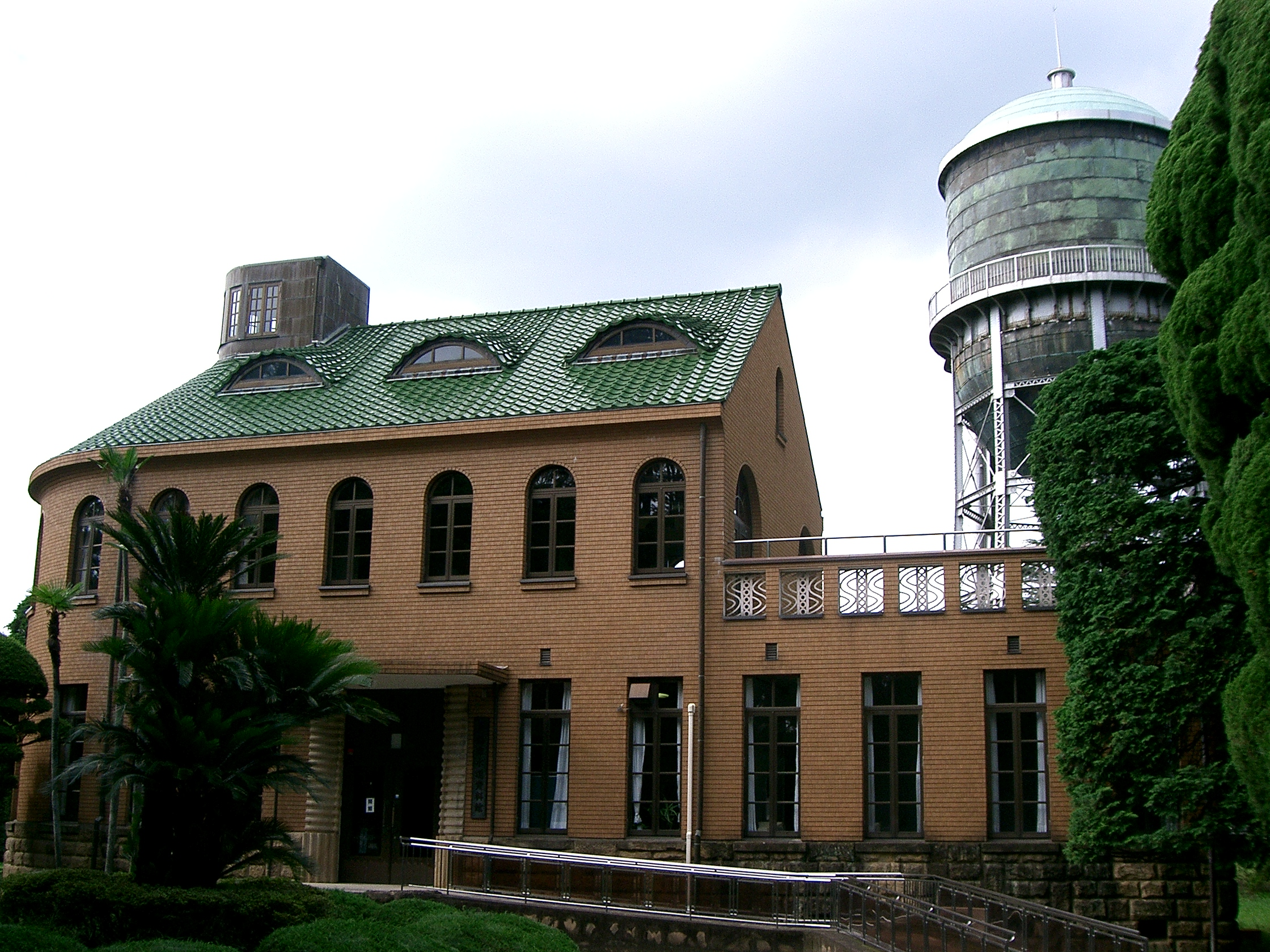
El Museo Urbano del Agua de Maebashi se utiliza para representar el exterior del Instituto Astronómico Amachi en la serie.

Sin que lo sepan los habitantes de la Tierra, hay una rama de la humanidad llamados los "Ángeles Gosei" (護星天使 Gosei Tenshi?), cuya misión es proteger la Tierra. Cuando la Tierra es objetivo de una fuerza de invasión alienígena llamada Warstar que quiere destruir el planeta, estos destruyen la Torre del Cielo (天の塔 Ten no Tō?), el puente entre la Tierra y el mundo Gosei, hogar de los ángeles Gosei, para evitar que los Ángeles Gosei interfieran. Sin embargo, cinco aprendices de Ángeles Gosei ya estaban para entonces en la Tierra y, mientras buscan una forma de regresar a casa, se convierten en los Goseiger para detener a Warstar. No será la única amenaza que tengan que enfrentar, cuando le sigan otras fuerzas de asalto de diversos orígenes y objetivos, los Yūmajū, unas criaturas de la antigüedad que buscan contaminar el planeta, y el imperio Matrintis, unas máquinas que quieren esclavizar a la humanidad. Y todos ellos tienen en común a una misma persona, el misterioso Buredoran, que si bien no lidera ninguna de estas formaciones, tiene su propio plan entre manos y no duda en cambiar de facción cuando lo encuentra oportuno.

## Personajes

### Goseiger
Los Goseiger son miembros jóvenes de la raza de los Ángeles Gosei (護星天使 Gosei Tenshi?), humanos nacidos con misteriosos poderes que hace 10 000 años se trasladaron al Mundo Gosei (護星界 Goseikai?) para no causar problemas a los humanos comunes. Utilizando la Torre del Cielo (天の塔 Ten no Tō?) como puente entre dimensiones, los Ángeles Gosei han hecho de proteger la Tierra su misión. Se dividen en tres tribus, la optimista Tribu Skick (スカイック族 Sukaikku Zoku?), con poder sobre los elementos del aire, la dura Tribu Landick (ランディック族 Randikku Zoku?), con poder sobre la tierra, y la calmada Tribu Seaick (シーイック族 Shīikku Zoku?), con poder sobre el agua. El lema del equipo es "¡Proteger el planeta es la misión de un ángel!"
- Alata (アラタ Arata?)/Gosei Red (ゴセイレッド Gosei Reddo?): Es un miembro de la Tribu Skick amigo desde la infancia de Eri. Tiene una habilidad innata para ver la verdadera esencia de las cosas y con la ayuda del viento lo hace más sensitivo al poder detectar fácilmente el mal cuando hay peligro. De personalidad alegre y positiva, ya que nunca se rinde y lucha hasta el final porque cree verdaderamente en proteger la Tierra y a toda su gente ya que es el primero en hacerse amigo y confiar verdaderamente en Nozomu. El niega ser un líder fuerte para el grupo ya que siempre cree en el trabajo en equipo. Alata suele ser impulsivo ya que tiende a hacer las cosas antes de pensar y piensa que es un gran artista y cocinero lo que lleva a causar situaciones cómicas pero desastrosas.[7][8]
- Eri (エリ Eri?)/Gosei Pink (ゴセイピンク Gosei Pinku?): Es otra miembro de la Tribu Skick, de personalidad maternal y muy optimista. Es excelente al evaluar las situaciones y una luchadora muy audaz. Es considerada como el corazón del grupo ya que alienta a los demás con su personalidad animosa y alegre, incluso en las peores situaciones. También le falta algo de sentido común, ya que su personalidad caprichosa que raya a lo infantil, suele chocar con sus compañeros, sobre todo con Mone y Hyde. Ama la cocina, el arte e interesada en conocer algunas costumbres de la Tierra. Suele aparecer comiendo algo, sobre todo dulces y pasteles.[9][10]
- Agri (アグリ Aguri?)/Gosei Black (ゴセイブラック Gosei Burakku?): Es un guerrero de la Tribu Landick, hermano mayor de Moune. Aunque pueda parecer frío, especialmente en el campo de batalla donde saca su furia, es un ángel de personalidad dulce, es competitivo, apasionado y de espíritu protector del equipo ya que no duda en proteger a sus compañeros sin importar que tan fuerte sea el enemigo. El se enorgullece de ser el luchador más fuerte de los cinco Goseiger, amante del deporte y la naturaleza, siempre se le encontrará haciendo ejercicio o alguna actividad física como la agricultura.[11][12]
- Moune (モネ Moune?)/Gosei Yellow (ゴセイイエロー Gosei Ierō?): También es miembro de la Tribu Landick, es la hermana menor de Agri y la más joven del equipo. Tiende a ser de naturaleza muy severa y mandona que llega a ser caprichosa, chocando con polos opuestos como Hyde y Eri. A pesar de eso, también llega a ser cariñosa creyendo fielmente en los métodos sus compañeros, en especial con Agri con quien tiene una excelente dualidad en el campo de batalla. Ama la danza y se le verá hacer actividades que requieran cooperación con sus amigos. [13][14]
- Hyde (ハイド Haido?)/Gosei Blue (ゴセイブルー Gosei Burū?): Es el mayor del grupo, y el único miembro de la Tribu Seaick, después de la muerte de su compañero Magis (マジス Majisu?), el que iba a ser Gosei Green (ゴセイグリーン Gosei Gurīn?), que murió salvando a Hyde antes del comienzo de la historia. Es sabio, tranquilo, calculador y prestando mucha atención a todos los detalles científicos sin importa lo insignificantes que sean. Desgraciadamente, a pesar de tener una gran inteligencia, su impetuosidad y frialdad llevan al equipo a la derrota debido a su falta de integridad con las personas. Su papel es mantener al equipo unido y es el primero en comprender y entablar una amistad con Gosei Knight.
- Gosei Knight (ゴセイナイト Gosei Naito?): Es un misterioso guerrero del que el mundo Gosei no tenía ningún dato. Hace 10 000 años, era el Groundion Headder (グランディオンヘッダー Gurandion Heddā?), y luchaba contra los Yūmajū junto con los Ángeles Gosei de la época. Al acabar atrapado en un glaciar, el Groundion hizo un pacto con el planeta mismo mientras este le dio los medios necesarios para asumir su forma humanoide para luchar contra los renacidos Yūmajū y proteger la Tierra de cualquier amenaza. Sin embargo, sus motivaciones le hacen chocar frecuentemente con los Goseiger, ya que no le importa si mucha gente sale herida en combate, ya que solo quiere Tierra y destruir a quien la contamine. Con el tiempo, Gosei Knight se da cuenta de que su misión de proteger la Tierra es a la vez a su gente. Tras la derrota de los Yūmajū y la llegada de Matrintis, Gosei Knight se encuentra ante el dilema de seguir ayudando a los Goseiger o no, ya que Matrintis le dice que los robots solo quieren destruir a los humanos y no la naturaleza y es cuando se da cuenta gracias a Nozomu, de que los humanos tienen el potencial de corregir sus errores y proteger el planeta y Gosei Knight se convence de luchar verdaderamente junto a los Goseiger como un compañero más.[15]

### Aliados
- Master Head (マスターヘッド Masutā Heddo?): Es el líder del Mundo Gosei, y el único contacto de los Goseiger con su hogar. Él les proporciona información para luchar contra Warstar y después contra los Yūmajū. Más tarde, se sacrifica para entregar a los Goseiger a Gosei Ultimate.
- Nozomu Amachi (天知 望 Amachi Nozomu?): Es un estudiante de cuarto de primaria y el mejor amigo de Alata. Le conoce por primera vez cuando Alata evita que un carrito de bebé se despeñe por unas escaleras en un parque. Después del primer encuentro, Alata se marcha para reunirse con sus compañeros, pero se deja olvidada su Change Card. Nozomu le salva en batalla trayéndosela, y aunque es una norma para los Goseiger no permitir que los humanos sepan de su existencia, Alata convence a sus compañeros para que no le borren la memoria a Nozomu. En su lugar, le convierten en un valioso aliado, y acaban viviendo con él y con su padre.[16]
- Profesor Shūichirō Amachi (天知 秀一郎博士 Amachi Shūichirō-hakase?): Es un astrónomo aficionado que dirige el Instituto Amachi, el padre de Nozomu, y el único familiar que cuida de este, ya que su mujer Yuko (裕子 Yūko?) trabaja lejos y rara vez va a casa. Contrata a los Goseiger como trabajadores a tiempo parcial, sin saber sus identidades secretas, ayudándoles en varias ocasiones sin saberlo.[17]
- Datas (データス Dētasu?): Es un robot que envió Master Head a la Tierra antes de la destrucción de la Torre del Cielo, para que sirviera tanto como sistema de emergencia como de medio de comunicación entre el Mundo Gosei y la Tierra. Tiende a terminar las frases diciendo "desu", y normalmente duerme cuando no se le necesita. También es capaz de localizar aproximadamente donde los villanos se están moviendo y cuando.

### Arsenal
Para cumplir su misión, los Ángeles Gosei utilizan el místico Gosei Power (ゴセイパワー Gosei Pawā?) que se encuentra sellado dentro de las Gosei Cards (ゴセイカード Gosei Kādo?), una baraja de cartas que se guarda en un contenedor en sus cinturones. Cada carta tiene un poder específico que se muestra en su respectivo dibujo, y hay decenas y decenas de cartas diferentes. Unas sirven para transformarse, otras invocan armas, otras invocan a los mechas y otras invocan las distintas combinaciones o habilidades del equipo.
- Tensōder (テンソウダー Tensōdā?): Es un dispositivo que sirve para leer las Gosei Cards, introduciéndolas dentro de la ranura y activando su poder con el comando "Tensō!". El dispositivo responde "Gotcha!" ("¡Te tengo!") y lee el nombre de la carta introducida, activando su poder.[19]
- Gosei Cards (ゴセイカード Gosei Kādo?): Son unas cartas especiales que utilizan el poder de los ángeles Gosei para utilizar distintas técnicas en batalla.
  - Invisibreeze (インビジブリーズ Inbijiburīzu?): Convierte al usuario en un torbellino para moverse sin ser detectado.
  - Windrive (ウィンドライブ Windoraibu?): Permite al usuario atraer un objeto o persona mediante un torbellino.
  - Twistornado (ツイストルネード Tsuisutorunēdo?): Invoca un gran torbellino para atacar.
  - Comprethunder (コンプレッサンダー Konpuressandā?): Invoca una nube de tormenta que lanza rayos.
  - Defenstorm (ディフェンストーム Difensutōmu?): Invoca una pared de viento.
  - Memoryfly (メモリーフライ Memorīfurai?): Borra partes de la memoria del objetivo.
  - Reflecloud (リフレクラウド Rifurekuraudo?): Permite al usuario crear un vórtice mágico que absorbe y refleja cualquier ataque.
  - Rockrush (ロックラッシュ Rokkurasshu?): levanta rocas gigantes del suelo.
  - Roplant (ロープラント Rōpuranto?): Genera una hiedra del suelo que atrapa un objetivo.
  - Sparquake (スパークェイク Supākweiku?): Produce electricidad a partir de vibraciones en el suelo.
  - Defenstone (ディフェンストーン Difensutōn?): Invoca una pared de piedras.
  - Memorybury (メモリーベリー Memorīberī?): Borra partes de la memoria del objetivo.
  - Reflequartz (リフレクォーツ Rifurekuōtzu?): Permite al usuario crear un cuarzo mágico que absorbe y refleja cualquier ataque.
  - Presshower (プレッシャワー Puresshawā?): Invoca varios chorros de agua desde el suelo.
  - Waterlens (ウォーターレンズ Wotārensu?): Borra cualquier interferencia, interestelar o de otro tipo.
  - Camoumirage (カモミラージュ Kamomirāju?): Permite al usuario asumir un disfraz.
  - Istop (アイストップ Aisutoppu?): Dispara un cono de escarcha que congela todo a su paso.
  - Defenstream (ディフェンストリーム Difensutorīmu?): Invoca una pared de agua.
  - Memorywash (メモリーウォッシュ Memorīwosshu?): Borra partes de la memoria del objetivo.
  - Refleclear (リフレクリア Rifurekuria?): Permite al usuario crear una niebla mágica que absorbe y refleja cualquier ataque.
- Gosei Blaster (ゴセイブラスター Gosei Burasutā?): Es el arma básica de los Goseiger. Se le puede añadir un Headder para darle nuevos poderes, dependiendo del Headder utilizado.[20][21][22][23][24]
- Gosei Buster (ゴセイバスター Gosei Basutā?): Es la combinación de las cinco Gosei Weapons (ゴセイウェポン Gosei Weapon?).[25]
  - Skick Sword (スカイックソード Sukaikku Sōdo?): Es la Gosei Weapon personal de Gosei Red, una espada que recuerda a la cola de un dragón.[26]
  - Skick Shot (スカイックショット Sukaikku Shotto?): Es la Gosei Weapon personal de Gosei Pink, una pistola láser que recuerda a las plumas de un fénix.[27]
  - Landick Ax (ランディックアックス Randikku Akkusu?): Es la Gosei Weapon personal de Gosei Black, un hacha con el poder constrictor de una serpiente.[28]
  - Landick Claw (ランディッククロー Randikku Kurō?): Es la Gosei Weapon personal de Gosei Yellow, una garra que recuerda a los colmillos de un tigre dientes de sable.[29]
  - Seaick Bowgun (シーイックボウガン Shīikku Bōgan?): Es la Gosei Weapon personal de Gosei Blue, una ballesta con la velocidad de un tiburón.[30]
- Landsea Buster (ランドシーバスター Randoshī Basutā?): Es la combinación de las Gosei Weapons Landick y el Seaick Bowgun.
- Sky Buster (スカイバスター Sukai Basutā?): Es la combinación de las Gosei Weapons Skick.
- Leon Cellular (レオンセルラー Reon Serurā?): Es un dispositivo con forma de teléfono móvil propiedad de Gosei Knight, que le permite ejecutar las técnicas Tensō mediante cartas y códigos de tres dígitos.[31]
- Leon Laser (レオンレイザー Reon Reizā?): Es el arma personal de Gosei Knight. Además del modo pistola, tiene un modo espada llamado Leon Laser Sword (レオンレイザーソード Reon Reizā Sōdo?).
- Vulcan Headder (バルカンヘッダー Barukan Heddā?): Se combina con el Leon Láser para darle habilidades de ametralladora.
- Dynamic Leon Laser (ダイナミックレオンレイザー Dainamikku Reon Reizā?): Es la combinación del Leon Láser, el Leon Cellular y el Vulcan Headder.[32]
- Gosei Tensword (ゴセイテンソード Gosei Tensōdo?): Son unos cetros que permiten a los Goseiger transformarse en Super Goseiger al colocar en su mango un Miracle Gosei Headder y pronunciar el comando "Super Tensō!" (超天装！ Chō Tensō!?).[33][34][35][36][37]
- Super Tensword (スーパーテンソード Sūpā Tensōdo?): Es la combinación del Gosei Tensword y el Tensōder.

### Mechas
Los Gosei Headders (ゴセイヘッダー Gosei Heddā?) son unos objetos con forma de cabeza que ayudan a los Goseiger, y que sirven solo a aquellos con los que comparten atributos comunes. Normalmente duermen en Headder Island (ヘッダーアイランド Heddā Airando?), y los Goseiger los llaman mediante las Headder Gosei Cards. Los grupos de Headders invocados juntos por distintas tribus suelen ser conocidos como Brothers (ブラザー Burazā?). Los Goseiger pueden invocar cuerpos robóticos para que se conecten a ellos, convirtiéndose en las Gosei Machines (ゴセイマシン Gosei Mashin?).
- Gosei Great (ゴセイグレート Gosei Gurēto?): Es la combinación de las cinco Gosei Machines y Headders principales.[38]
  - Dragon Headder (ドラゴンヘッダー Doragon Heddā?): Es el Headder personal de Gosei Red.[39] Tras combinarse con un avión, se transforma en Gosei Dragon (ゴセイドラゴン Gosei Doragon?).[40]
  - Phoenix Headder (フェニックスヘッダー Fenikkusu Heddā?): Es el Headder personal de Gosei Pink.[41] Al combinarse con un avión de combate, se transforma en Gosei Phoenix (ゴセイフェニックス Gosei Fenikkusu?).[42]
  - Snake Headder (スネークヘッダー Sunēku Heddā?): Es el Headder personal de Gosei Black.[43] Tras combinarse con un Shinkansen, se transforma en Gosei Snake (ゴセイスネーク Gosei Sunēku?).[44]
  - Tiger Headder (タイガーヘッダー Taigā Heddā?): Es el Headder personal de Gosei Yellow.[45] Tras combinarse con una buldócer, se convierte en Gosei Tiger (ゴセイタイガー Gosei Taigā?).[46]
  - Shark Headder (シャークヘッダー Shāku Heddā?): Es el Headder personal de Gosei Blue.[47] Tras combinarse con un submarino, se convierte en Gosei Shark (ゴセイシャーク Gosei Shāku?).[48]
- Hyper Gosei Great (ハイパーゴセイグレート Haipā Gosei Gurēto?): Es la combinación de Gosei Great con los Skick Brothers, los Seaick Brothers, los Landick Brothers y Datas Hyper.[49]
  - Seaick Brothers (シーイックブラザー Shīikku Burazā?): Son un trío de Headders submarinos.
    - Manta Headder (マンタヘッダー Manta Heddā?): Un Gosei Headder con forma de mantarraya.[50]
    - Sawshark Headder (ソーシャークヘッダー Sōshāku Heddā?): Un Gosei Headder con forma de pez sierra.[51]
    - Hammershark Headder (ハンマーシャークヘッダー Hanmāshāku Heddā?): Un Gosei Headder con forma de tiburón martillo.[52]

  - Landick Brothers (ランディックブラザー Randikku Burazā?): Son un trío de Headders de tierra.
    - Kuwaga Headder (クワガヘッダー Kuwaga Heddā?): Un Gosei Headder con forma de ciervo volante.[53]
    - Sai Headder (サイヘッダー Sai Heddā?): Un Gosei Headder con forma de rinoceronte.[54]
    - Tyranno Headder (ティラノヘッダー Tirano Heddā?): Un Gosei Headder con forma de tiranosaurio rex.[55]

  - Skick Brothers (スカイックブラザー Sukaikku Burazā?): Son un trío de Headders aéreos. 
    - Taka Headder (タカヘッダー Taka Heddā?): Un Gosei Headder con forma de halcón.[56]
    - Crow Headder (クロウヘッダー Kurō Heddā?): Un Gosei Headder con forma de cuervo.[57]
    - Ptera Headder (プテラヘッダー Putera Heddā?): Un Gosei Headder con forma de pteranodón.[58]

  - Datas Hyper (データスハイパー Dētasu Haipā?): Al combinarse con el Hyper Change Headder, Datas se convierte en este robot gigante.[59]
    - Hyper Change Headder (ハイパーチェンジヘッダー Haipā Chenji Heddā?): Tiene la forma de una bala, y permite a Datas transformarse en Datas Hyper.
- Mystic Brothers (ミスティックブラザー Misutikku Burazā?): Son dos Headders, el avestruz Mystic Runner (ミスティックランナー Misutikku Rannā?) y el huevo Egg Headder (エッグヘッダー Eggu Heddā?).[60]
- Gosei Ground (ゴセイグランド Gosei Gurando?): Es la combinación de Groundion con los Knight Brothers.[61]
  - Groundion Headder (グランディオンヘッダー Gurandion Heddā?): Es la verdadera forma de Gosei Knight.[62] Al combinarse con un camión, se transforma en Groundion (グランディオン Gurandion?).[63]
  - Knight Brothers (ナイトブラザー Naito Burazā?): Son dos Gosei Machines basadas en el león.
    - Sealeon (シーレオン Shīreon?): Un headder marino que se combina con un crucero.[64]
    - Skyon (スカイオン Sukaion?): Un Headder aéreo que se combina con un blimp (un vehículo similar a un zeppelin).[65]
- Ground Gosei Great (グランドゴセイグレート Gurando Gosei Gurēto?): Es la combinación de Gosei Great y Gosei Ground.[66]
- Gosei Ultimate (ゴセイアルティメット Gosei Arutimetto?): Es un mecha gigante que concentra los poderes de los cinco Miracle Gosei Headders, que originalmente iba a ser la piedra angular de la nueva Torre del Cielo. Su modo estándar, la nave en Machine Mode (マシンモード Mashin Mōdo?) puede transformarse en un robot armado con dos espadas gemelas.[67]
  - Miracle Gosei Headders (ミラクルゴセイヘッダー Mirakuru Gosei Heddā?): Son unos Headders dorados que permiten a los Goseiger transformarse en Super Goseiger. También forman parte de Gosei Ultimate.
    - Miracle Dragon Headder (ミラクルドラゴンヘッダー Mirakuru Doragon Heddā?): Por su gran poder, era originalmente conocido como Abare Headder (アバレヘッダー Abare Heddā?)[Notas 3] Aunque al principio lo robo Buredoran para usarlo malignamente, se liberó de él y, tras asumir su forma verdadera, se unió a Gosei Red como su Miracle Headder personal.
    - Miracle Phoenix Headder (ミラクルフェニックスヘッダー Mirakuru Fenikkusu Heddā?): El Miracle Headder personal de Gosei Pink.
    - Miracle Snake Headder (ミラクルスネークヘッダー Mirakuru Sunēku Heddā?): El Miracle Headder personal de Gosei Black.
    - Miracle Tiger Headder (ミラクルタイガーヘッダー Mirakuru Taigā Heddā?): El Miracle Headder personal de Gosei Yellow.
    - Miracle Shark Headder (ミラクルシャークヘッダー Mirakuru Shāku Heddā?): El Miracle Headder personal de Gosei Blue.

### Los Espíritus Malignos
En la serie hay tres grupos de villanos, conocidos colectivamente como los Espíritus Malignos (悪しき魂 Ashiki Tamashii?). Aunque los tres tienen orígenes e historia diferentes, tienen en común los Soldados y Bichos Bibi que les proporciona Buredoran, que aparenta ser un miembro de cada grupo, con diferente forma.
- Ejército de Aniquilación Universal Warstar (宇宙虐滅軍団ウォースター Uchū Gyakumetsu Gundan Wōsutā?)* son el primer grupo que se enfrenta contra los Goseiger. Son unos alienígenas insectoides que forman parte de un poderoso imperio militar que han conquistado muchos planetas.
  - Gran Rey Monsu Doreiku (大王モンス・ドレイク Daiō Monsu Doreiku?):También conocido como Monsu Doreiku del Planeta (惑星のモンス・ドレイク Wakusei no Monsu Doreiku?), es un alienígena de la raza Monsu, y el líder de los Warstar. Antes de invadir la Tierra, es informado por su nuevo recluta Buredoran sobre los Ángeles Gospei y el peligro que representan para sus planes, Monsu Doreiku encarga a Dereputa que destruya la Torre del Cielo para evitar que los Ángeles Gosei puedan acudir a la Tierra. Sin embargo, como ya había entonces cinco Ángeles Gosei en la Tierra, se ve obligado a mandar sus ejércitos contra ellos.[68][69]
  - Dereputa del Meteoro (流星のデレプタ Ryūsei no Dereputa?): Es un alienígena de la raza Zutinma. Era un soldado de campo hasta que su espíritu de lucha atrajo la atención de Monsu Doreiku, quien le ascendió a comandante, convirtiéndose en su mano derecha. Fue él quien destruyó la Torre del Cielo cuando Warstar comenzó su invasión a la Tierra y al mismo tiempo siendo el archienemigo de Gosei Red después de herirle gravemente el brazo en su primer enfrentamiento.[70][71][72]
  - Buredoran del Cometa (彗星のブレドラン Suisei no Buredoran?): Es el alias que toma Buredoran mientras está unido a los Warstar. Convertido en poco tiempo en uno de los comandantes principales, proporciona a Warstar conocimientos sobre los Ángeles Gosei, y no duda en luchar contra ellos cuando es necesario. Es el encargado de hacer crecer a los monstruos usando sus Bichos Bibi.[73][74]

- Grupo de Condenación de la Tierra Yūmajū (地球犠獄集団 幽魔獣 Chikyū Gigoku Shūdan Yūmajū?): Son el segundo grupo conformado por bestias y monstruos que recuerdan a seres mitológicos que lucan contra los Goseiger, con intención de destruir la Tierra. Hace 10 000 años, los Yūmajū lucharon contra los Ángeles Gosei, hasta que sus dos líderes fueron sellados en la Caja Erurei (エルレイの匣 Erurei no Hako?), la fuente de poder de los Yūmajū. La lluvia de meteoritos de Dereputa desenterró por accidente la Caja, y Buredoran rompió el sello, liberándoles una vez más. Su plan es contaminar la Tierra y convertirla en un paraíso ideal para ellos.
  - Makuin de la Masa (ブロブの膜（マク）イン Burobu no Makuin?): Es el líder de los Yūmajū que desea reformar el mundo a su imagen y semejanza para que su raza de seres tóxicos viva en él y le encanta el sufrimiento humano.[75][76]
  - Kinggon del Bigfoot (ビッグフットの筋（キン）グゴン Biggufutto no Kingugon?): Es el líder militar de los Yūmajū y uno de sus guerreros más fuertes y tiene una fuerte rivalidad con Agri. [77][78]
  - Buredoran del Chupacabra (チュパカブラの武（ブ）レドラン Chupakabura no Buredoran?): Es la identidad Yūmajū que adopta Buredoran. Como en su forma anterior, proporciona los Bichos Bibi y los Soldados Bibi para apoyar los ataques de los monstruos.[79][80]

- Imperio Violento de las Máquinas Matrintis (機械禦鏖帝国マトリンティス Kikai Gyoō Teikoku Matorintisu?):* Son el tercer grupo de villanos con el que se enfrentan los Goseiger. Matrintis era un antiguo imperio que se hundió en el mar hace 4.500 años por causas desconocidas y su líder, un superviviente modificado mecánicamente y sus creaciones robóticas resurgen en la actualidad y usando los conocimientos de Warstar y los Yūmajū para tomar ventaja sobre los Goseiger antes de comenzar su plan para esclavizar a la humanidad. La base de Matrintis es la Fortaleza Máquina Terminel (機械要塞ターミネル Kikai Yōsai Tāmineru?), localizada en el fondo del mar.[81]
  - Robogorg de los 10 sais (10（テン）サイのロボゴーグ Tensai no Robogōgu?): Es el gobernador de Matrintis. Piensa que toda la humanidad a causa de sus emociones no tiene otro propósito en la vida más que servirle a él y a sus máquinas, y empleará el miedo para conseguirlo. Aunque usa Matroids para que le hagan el trabajo sucio, no tiene reparos en saltar al campo de batalla en persona si le sirve para recopilar información sobre un enemigo.[82][83]
  - Metal-Alice del Agente (エージェントのメタルA（アリス） Ējento no Metaru Arisu?): Es la asistenta personal de Robogorg, y la generala de Matrintis, al ser la primera Matroid de alto rango que construyó su amo para que le sirviera. Con su tableta de alta tecnología, es capaz de efectuar infinidad de cálculos en batalla sobre su enemigo. Es la rival de Gosei Knight. [84][85]
  - Buredoran del Cyborg (サイボーグのブレドRUN Saibōgu no Buredoran?): Es la versión robótica de Buredoran, convertido en cyborg por Robogorg y enrolado como el nuevo miembro de Matrintis con su memoria borrada salvo su nombre y su odio hacia los Goseiger. Así, este Buredoran es uno más en el grupo, y desea convertirse en un Matroid ideal y convertirse en el as en la manga de Robogorg contra los Goseiger.[86]

- Brajira del Mesías (救星主のブラジラ Kyūseishu no Burajira?): Es el verdadero antagonista de la serie. Antiguamente era uno de los Ángeles Gosei más poderosos capaz de usar los elementos de las tres tribus. Sin embargo su creciente poder y su arrogancia desmedida lo llevaron a obsesionarse con su deber como guardián, al punto de creer que la humanidad sólo podía ser salvada si era destruida y creada de nuevo a su imagen. Los demás Ángeles Gosei no vieron esto con buenos ojos y trataron de detenerlo, pero Brajira usó técnicas Gosei prohibidas para escapar sacrificando sus compañeros ángeles Gosei en el proceso. Al llegar a la tierra tomó el alias de Buredoran y comenzó sus maquinaciones mientras se aliaba con los espíritus malignos según le convenía. Y cuando sentía que ya no podía sacar más provecho de un bando, cambiaba su apariencia y se unía a otro bando sin más. Durante toda la serie, se ve que tiene una fuerte rivalidad con Hyde.

- Bichos Bibi (ビービ虫 Bībi Mushi?): Son los productos vivientes de los aspectos oscuros de las anteriores razas alienígenas que Warstar conquistó. Tras la caída de Warstar, Buredoran se quedó con la colmena Bibi para utilizarla para los Yūmajū antes de que estos se la roben. Cuando Kinggon fue destruido, la colmena se hundió en el mar y acabó en posesión de Metal-Alice, quien la modificó para convertir a los Bichos Bibi en Agujas Bibi compatibles con los Matroids.[87]

- Soldados Bichos Demonios Bibi (魔虫兵ビービ Machūhei Bībi?): Son los soldados de campo de todos los Espíritus Malignos. Originalmente eran simples muñecos que son animagas por los Bichos Bibis, y están equipados con varios tipos de armas. Eran propiedad de Warstar, pero el resto de organizaciones los emplearon después.[88]

## Episodios
Los episodios en esta temporada son llamados "Epopeyas". La mayoría de títulos están escritos en inglés.
1. Descienden los Ángeles Gosei (護星天使、降臨 Gosei Tenshi, Kōrin?)
2. Los fantásticos Goseiger (ファンタスティック・ゴセイジャー Fantasutikku Goseijā?)
3. El poder Landick dividido (ランディックパワー、分裂 Randikku Pawā, Bunretsu?)
4. Toca la canción del ángel (響け、天使の歌 Hibike, Tenshi no Uta?)
5. Mágico Hyde (マジカル・ハイド Majikaru Haido?)
6. Los Goseiger que se superan (ブレイクアウト・ゴセイジャー Bureikuauto Goseijā?)
7. ¡Proteged la Tierra! (大地を護れ！ Daichi o Mamore!?)
8. Gosei Power fuera de control (ゴセイパワー、暴走 Gosei Pawā, Bōsō?)
9. Gotcha☆Gosei Girls (ガッチャ☆ゴセイガールズ Gatcha Gosei Gāruzu?)
10. El compañero de Hyde (ハイドの相棒 Haido no Aibō?)
11. Brilla, Poder Landick (スパーク・ランディックパワー Supāku Randikku Pawā?)
12. La milagrosa gran reunión de Gosei Headders (ミラクル・ゴセイヘッダー大集合 Mirakuru Gosei Heddā Daishūgō?)
13. ¡Corre! El corredor místico (走れ！ミスティックランナー Hashire! Misutikku Rannā?)
14. ¡El nacimiento de la pareja definitiva! (最強タッグ誕生！ Saikyō Taggu Tanjō!?)
15. ¡Cuenta atrás! La vida de la Tierra (カウントダウン！地球の命 Kauntodaun! Hoshi no Inochi?)
16. El dinámico Alata (ダイナミックアラタ Dainamikku Arata?)
17. ¡Un nuevo enemigo! Los Yūmajū (新たな敵！幽魔獣 Aratana Teki! Yūmajū?)
18. El caballero destinado a purificar la Tierra (地球を浄める宿命の騎士 Hoshi o Kiyomeru Shukumei no Kishi?)
19. Gosei Knight no lo permitirá (ゴセイナイトは許さない Gosei Naito wa Yurusanai?)
20. Enamoráos, Goseigers (フォーリンラブ・ゴセイジャー Fōrin Rabu Goseijā?)
21. La elegante Eri (エレガント・エリ Ereganto Eri?)
22. Sobre el arcoíris (オーバー・ザ・レインボー Ōbā Za Reinbō?)
23. ¡Arded! Goseiger (燃えろ！ゴセイジャー Moero! Goseijā?)
24. Los Goseiger del ataque milagroso (ミラクルアタック・ゴセイジャー Mirakuru Atakku Goseijā?)
25. La nostálgica Moune (ノスタルジック・モネ Nosutarujikku Moune?)
26. Los Ángeles Gosei que ríen (護星天使、爆笑！ Gosei Tenshi, Bakushō!?)
27. ¡Despierta, Agri! (目覚めろ、アグリ！ Mezamero, Aguri!?)
28. El tesoro de un padre (おとうさんの宝物 Otōsan no Takaramono?)
29. ¡Los Goseiger son sellados! (ゴセイジャーを封印せよ！ Goseijā o Fūin seyo!?)
30. La romántica Eri (ロマンティック・エリ Romantikku Eri?)
31. ¡Nunca os rindais, Goseiger! (ネバーギブアップ！ゴセイジャー Nebā Gibu Appu! Goseijā?)
32. ¡Efectuad el milagro definitivo! (究極の奇跡を起こせ！ Kyūkyoku no Kiseki o Okose!?)
33. El temible imperio Matrintis (恐怖のマトリンティス帝国 Kyōfu no Matorintisu Teikoku?)
34. La justicia de Gosei Knight (ゴセイナイト・ジャスティス Gosei Naito Jasutisu?)
35. ¡Encontrad al líder perfecto! (パーフェクトリーダーを探せ！ Pāfekuto Rīdā o Sagase!?)
36. ¡Corre, Agri! (走れ、アグリ！ Hashire, Aguri!?)
37. La agitada Moune (エキサイト・モネ Ekisaito Moune?)
38. Alice vs. Gosei Knight (アリスVSゴセイナイト Arisu Bāsasu Gosei Naito?)
39. Épica Zero (エピック･ゼロ Epikku Zero?)
40. El fuerte Alata (ストロング・アラタ Sutorongu Arata?)
41. ¡Los lazos explosivos de la amistad! (爆発！仲間の絆 Bakuhatsu! Nakama no Kizuna?)
42. El apasionado Hyde (情熱的ハイド Jōnetsu Teki Haido?)
43. El ataque masivo del Imperio (帝国総攻撃 Teikoku Sōkōgeki?)
44. La batalla final definitiva (究極の最終決戦 Kyūkyoku no Saishū Kessen?)
45. Nace el Mesías (救星主、誕生 Kyūseishu, Tanjō?)
46. Gosei Knight es el objetivo (狙われたゴセイナイト Nerawareta Gosei Naito?)
47. La trampa del plan de salvación de la Tierra (地球救星計画の罠 Chikyū Kyūsei Keikaku no Wana?)
48. El Gosei Power luchador (闘うゴセイパワー Tatakau Gosei Pawā?)
49. Luchad contra el futuro (未来への戦い Mirai e no Tatakai?)
50. Proteger el planeta es el deber de un ángel (地球を護るは天使の使命 Hoshi o Mamoru wa Tenshi no Shimei?)

### Películas
- Tensō Sentai Goseiger: Epic on the Movie (天装戦隊ゴセイジャー エピックON THEムービー Tensō Sentai Goseijā Epikku On Za Mūbī?): Estrenada el 7 de agosto de 2010.
- Tensō Sentai Goseiger vs. Shinkenger: Epic on Ginmaku (天装戦隊ゴセイジャーVSシンケンジャー エピック on 銀幕 Tensō Sentai Goseijā tai Shinkenjā Epikku on Ginmaku?): Película crossover entre Goseiger y su serie predecesora Samurai Sentai Shinkenger. Estrenada el 22 de enero de 2011.
- Tensō Sentai Goseiger Returns: Last Epic - The Gosei Angels are National Idols!? (帰ってきた天装戦隊ゴセイジャー last epic ～護星天使が国民的アイドルに？！～ Kaettekita Tensō Sentai Goseijā: Rasuto Epikku ~Gosei Tenshi ga Kokuminteki Aidoru ni?!~?): Especial para video. Estrenado el 21 de junio de 2011.

## Reparto
- Alata: Yudai Chiba[89]
- Eri: Rika Satō[90]
- Agri: Kyōsuke Hamao[91]
- Moune: Mikiho Niwa[92]
- Hyde: Kento Ono
- Gosei Knight: Katsuyuki Konishi
- Nozomu Amachi: Sakuya Nakamura
- Profesor Shūichirō Amachi: Hige Danshaku
- Datas: Kōki Miyata
- Gran Rey Monsu Doreiku: Shōzō Iizuka
- Dereputa del Meteoro: Rikiya Koyama
- Makuin de la Masa: Chafurin
- Kinggon del Bigfoot: Kosuke Takaguchi
- Robogorg de los 10 sais: Jūrōta Kosugi
- Metal-Alice del Agente: Marina Inōe
- Buredoran/Brajira del Mesías: Nobuo Tobita
- Narrador/Master Head/Voz del Tensōder: Ikuya Sawaki

## Temas musicales

### Tema de apertura
- Tensō Sentai Goseiger (天装戦隊ゴセイジャー Tensō Sentai Goseijā?)
  - Letra: Yumi Yoshimoto
  - Música: YOFFY
  - Arreglos: Hiroaki Kagoshima
  - Intérprete: Project.R (NoB)

### Tema de cierre
- Gotcha☆Goseiger (ガッチャ☆ゴセイジャー Gatcha Goseijā?)
  - Letra: Shōko Fujibayashi
  - Música: Takafumi Iwasaki
  - Arreglos: Project.R (Kenichiro Ōishi)
  - Intérprete: Project.R (Hideyuki Takahashi)